# Пилецкий, Виктор Александрович

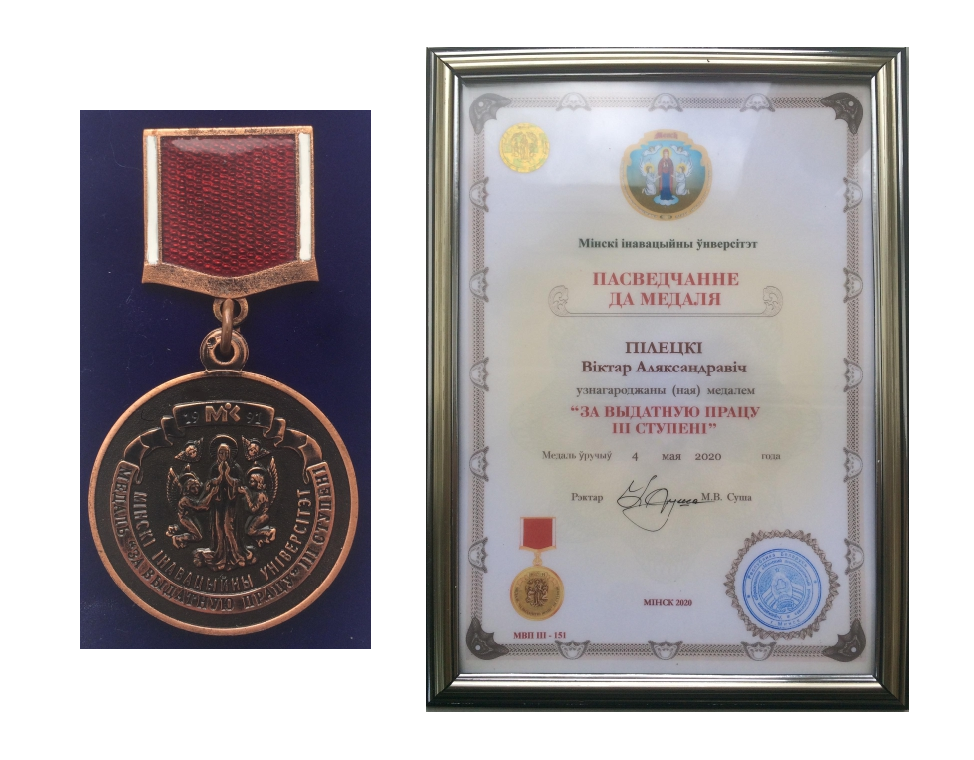
Работа в ВУЗе

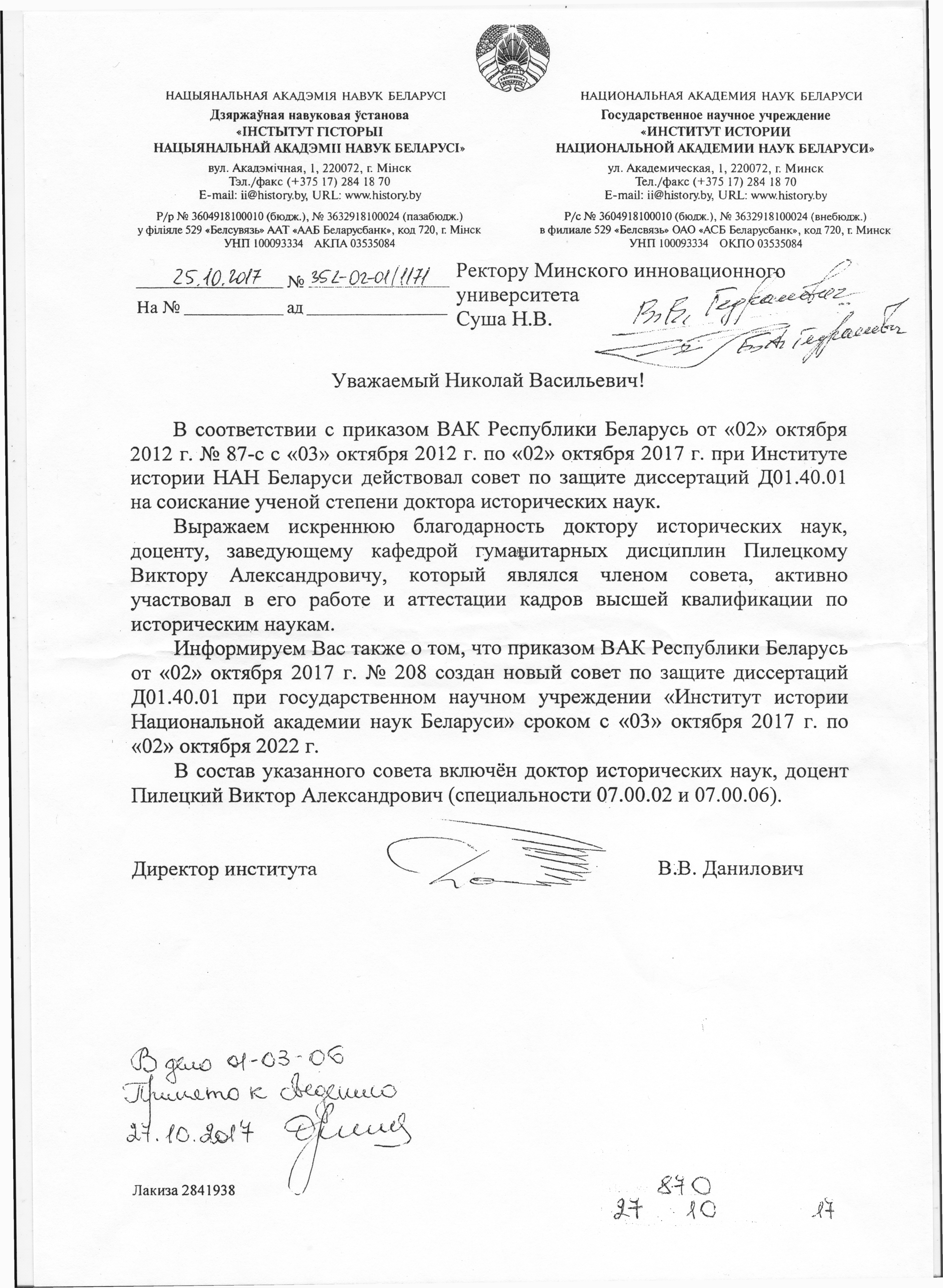
Работа в Совете (Д 01.40.01)

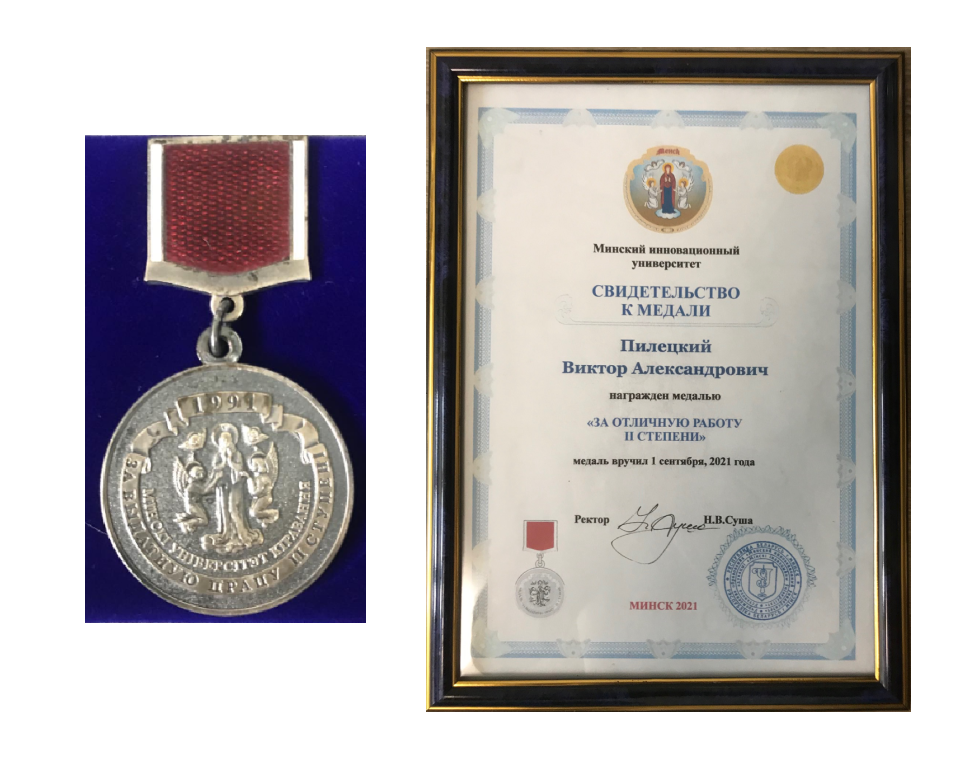
Работа в ВУЗе

Виктор Александрович Пилецкий (бел. Пілецкі Віктар Аляксандравіч, род. 5 мая 1960, Русовщина, Клецкий район, Минская область) — белорусский историк, педагог, доктор исторических наук, заведующий кафедрой Минского инновационного университета, Главный научный сотрудник «Центра истории науки и архивного дела», ГНУ «Институт истории НАН Беларуси».

## Биография
Родился в крестьянской семье. Окончил школу (Залешанская СШ, 1976 г.), потом ГПТУ-117 в Минске. Работал на заводе. В 1978—1980 служил в Советской Армии.
В 1986 году окончил исторический факультет Минского государственного педагогического института им. А. М. Горького. Прошёл стажировку в Каннском университете (Франция, 1985).
Работал на 11-м Государственном подшипниковом заводе. Работал учителем в Минском ПТУ-47 пищевиков (1986—1988).
С 1988 г. — ассистент, старший преподаватель, доцент БГПУ им. М.Танка.
В 1992 году защитил кандидатскую диссертацию «Проблема реформы системы образования во Франции в 1944—1947 годах и её политический аспект» (науч. рук. — профессор Л. М. Шнеерсон). В том же году ему была присуждена ученая степень кандидата исторических наук по специальности 07.00.08 — Всеобщая история, Советом БГУ. Доцент (1997).
В 2006 году защитил докторскую диссертацию «Выхаваўча-адукацыйны працэс на беларускіх землях у дахрысціянкі перыяд: праблема гістарычнага гѐнезісу» («Воспитательно-образовательный процесс на белорусских землях в дохристианский период: проблема исторического гѐнезиса»). Преподавал в Академии МВД Республики Беларусь.
В 2007—2009 годах — профессор кафедры «Истории Беларуси» БГПУ имени Максима Танка. В 2009—2010 гг. — заведующий кафедрой «Отечественной и мировой истории» того же университета. С 2010 года работал в Минском инновационном университете — заведующий кафедрой «Истории и теории права». В начале 2017 года, по предложению руководства, возглавил новую (только образованную) кафедру «Гуманитарных дисциплин». А в 2021—2022 гг., был заведующим кафедрой «Коммуникаций и информационных технологий» того же университета. С сентября 2022 г., в связи с решением Учредителя о ликвидации УО «Минский инновационный университет», перешел на работу в ГНУ «Институт истории НАН Беларуси» на должность Главного научного сотрудника «Центра истории науки и архивного дела».

## Научная деятельность

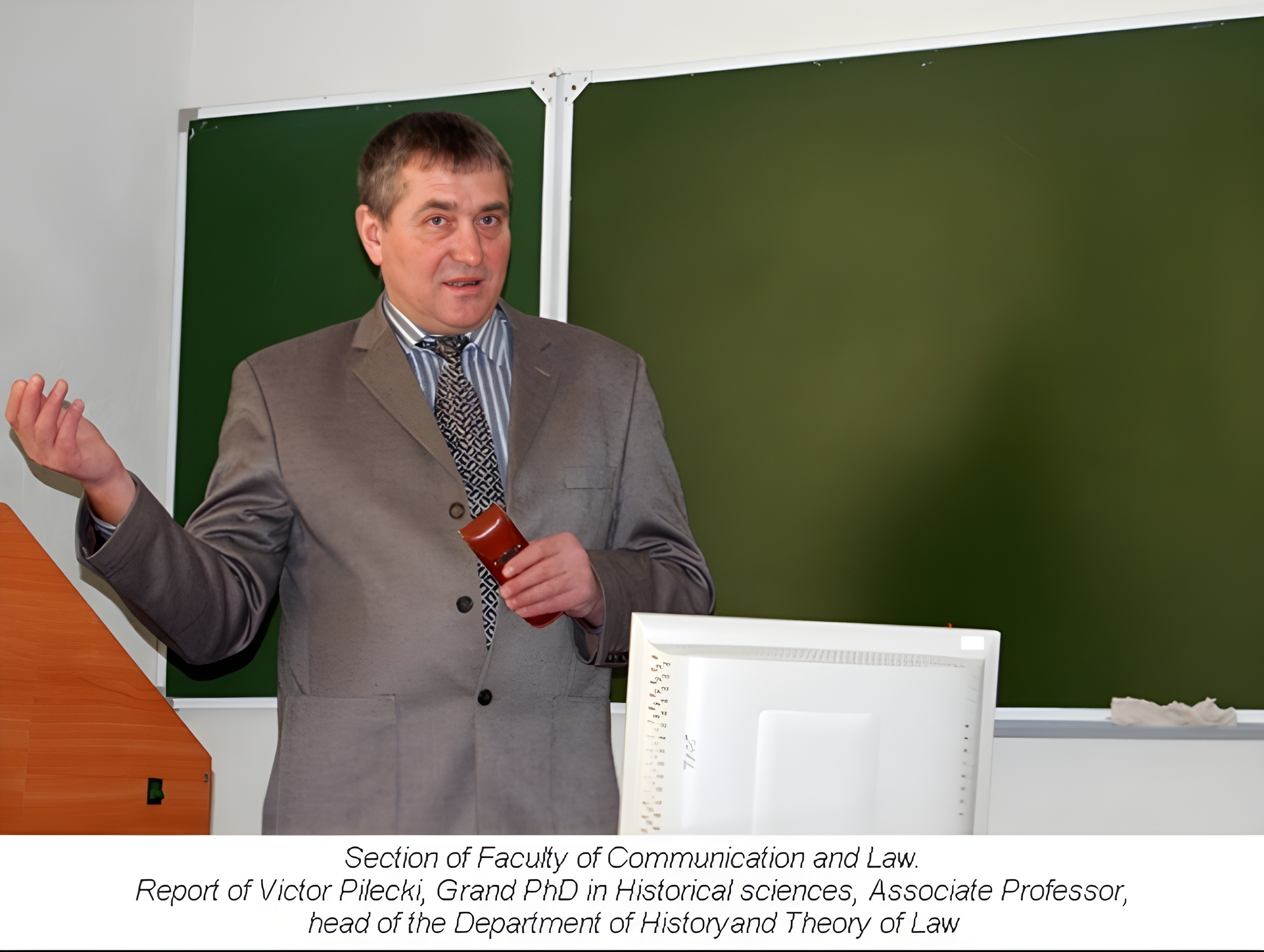
Выступление на Конференции

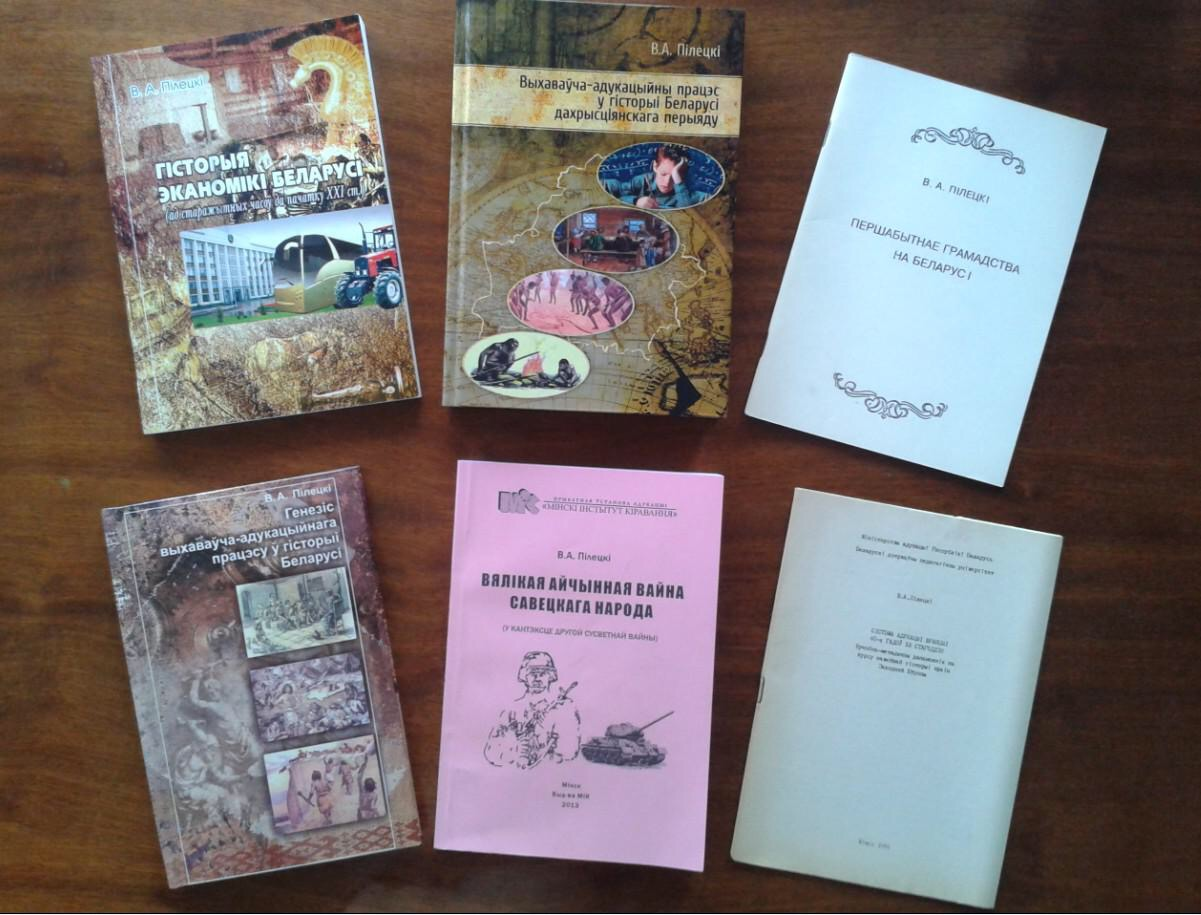
Первые 6 книг В. А. Пилецкого

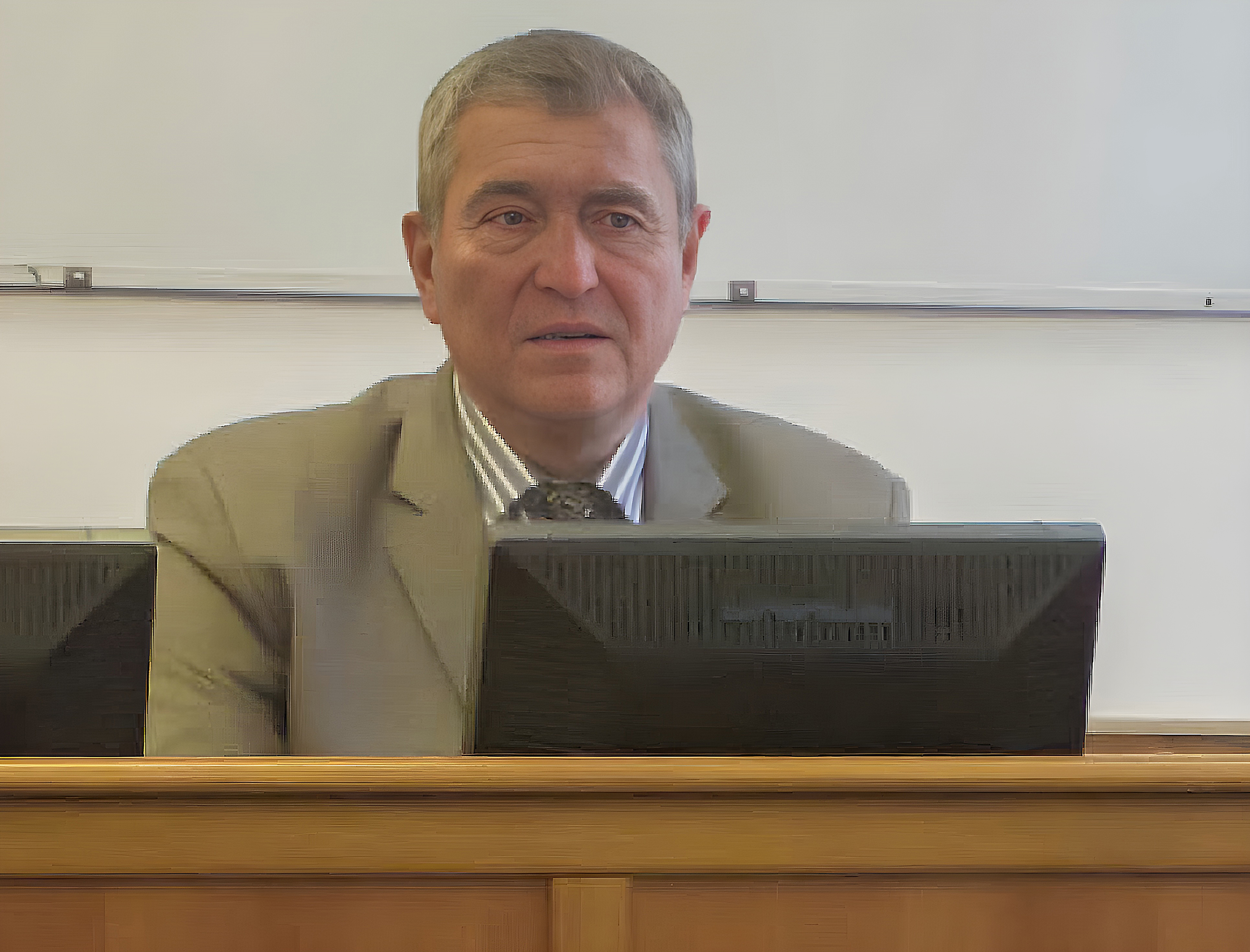
на заседании кафедры ГД (29.ХІ.2017)

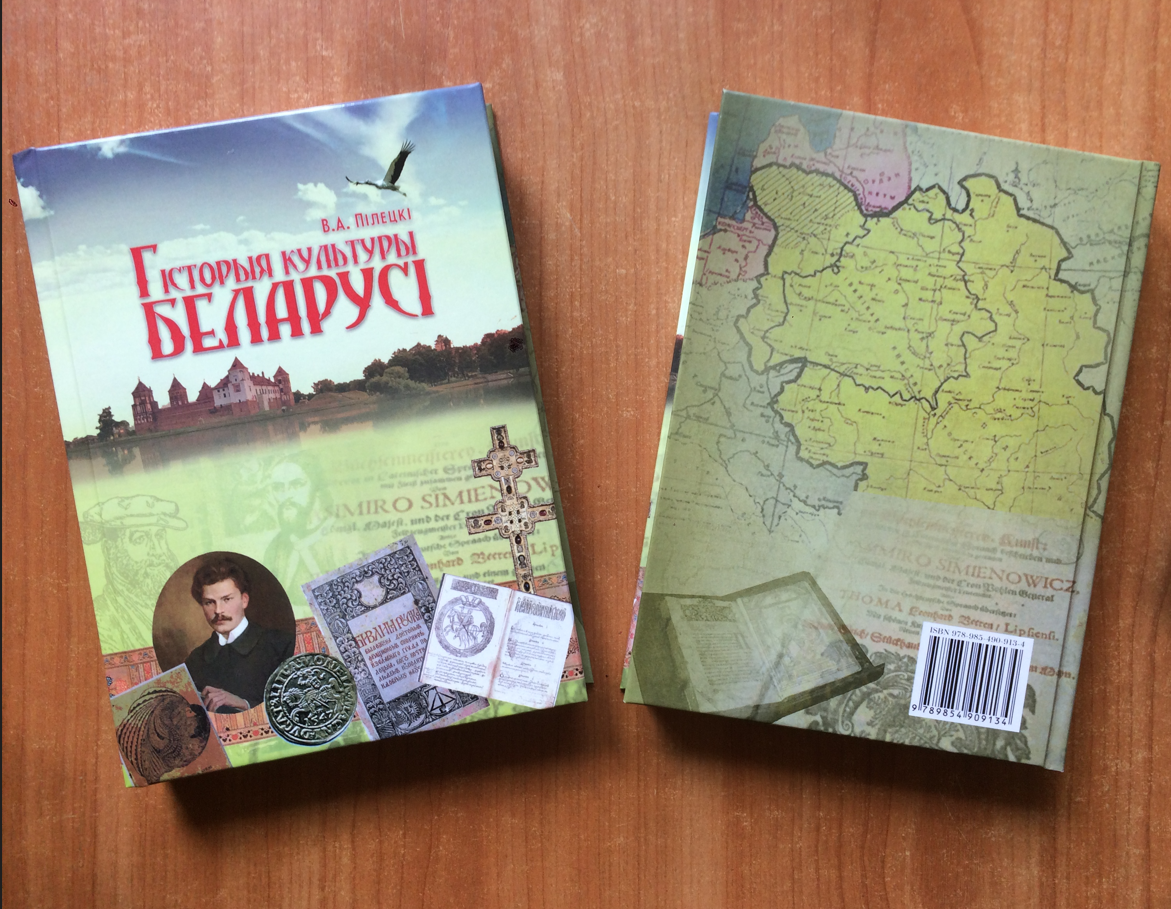
Издание 2017 г.

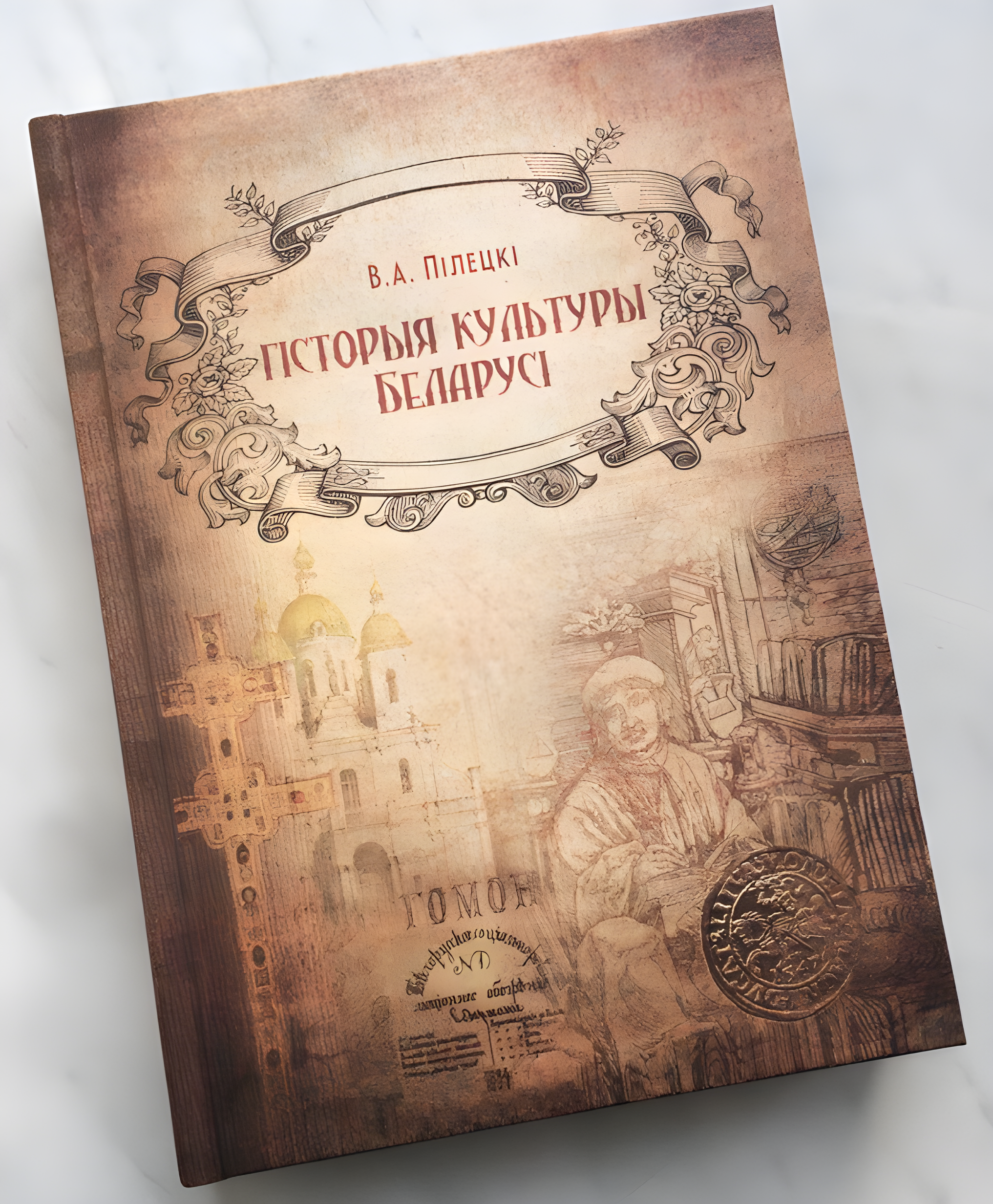
Издание 2019 года

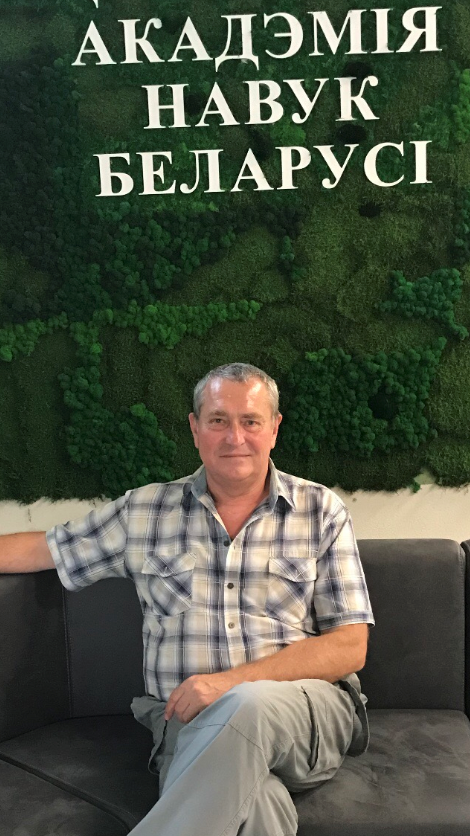
Работа в НАН (2023 г.)

Изучал проблемы политической борьбы по вопросам школы во Франции. Историю зарождения, становления и развития воспитательно-образовательного процесса на территории Беларуси. Историю Беларуси периода древности и средневековья. Историю экономики и культуры Беларуси.
На протяжении 15 лет является членом Совета по защите диссертаций (Д 01.40.01.), при ГНУ «Институт истории НАН Беларуси». Неоднократно был экспертом от Совета по допуску кандидатских и докторских диссертаций к защите, или выступал в качестве официального оппонента.
Подготовил 1 кандидата наук
Имеет более 160 опубликованных работ, является автором 7 книг (+ 1 в соавт.).